# بلتاج
بلتاج إحدى قرى مركز قطور التابع لمحافظة الغربية بجمهورية مصر العربية.

## التاريخ
قرية بلتاج من القرى القديمة، حيث وردت باسم «بلتاج» في أعمال الغربية ضمن قرى الروك الصلاحي التي أحصاها ابن مماتي في كتاب قوانين الدواوين، كما وردت باسم «بلتاج» في أعمال الغربية ضمن قرى الروك الناصري التي أحصاها ابن الجيعان في كتاب «التحفة السنية بأسماء البلاد المصرية». وفي تاريخ 1228هـ/1813م الذي عدّ قرى مصر بعد المسح الذي قام به محمد علي باشا باسم «بلتاج». كانت القرية تابعة لمركز كفر الشيخ ثم صدر قرار بضمها إلى مركز المحلة الكبرى في سنة 1935 ثم ألحقت بقرى مركز قطور. القرية ومقابرها مقامة على تل أثري عثر فيه على كميات كبيرة من كسر الفخار وبعض الكتل الحجرية.

## السكان
بلغ عدد سكان بلتاج 13,556 نسمة حسب تقدير عام 2018.
| السنة  | 1882 | 1897 | 1907 | 1927 | 1947 | 1960 | 1976 | 1986 | 1996   | 2006   | 2018   |
| ------ | ---- | ---- | ---- | ---- | ---- | ---- | ---- | ---- | ------ | ------ | ------ |
| القرية | 1812 | 2820 | 3191 | 3179 | 4648 | 6188 | 8255 | 9975 | 11,689 | 13,802 | 13,556 |